# 謝爾諾布鎮區 (密蘇里州巴里縣)
謝爾諾布鎮區（英語：Shell Knob Township）是位於美國密蘇里州巴里縣的一個行政鎮區。

## 地方資料
謝爾諾布鎮區的面積為101.01平方千米，當中陸地面積為95.63平方千米，而水域面積為5.38平方千米。根據2020年美國人口普查的數據，當地共有人口1192人，而人口密度為每平方千米11.8人。